# ويليام تشينغ
ويليام تشينغ (بالإنجليزية: William Ching)‏ هو مغني وممثل أمريكي، ولد في 2 أكتوبر 1913 في سانت لويس في الولايات المتحدة، وتوفي في 1 يوليو 1989 في توستين في الولايات المتحدة بسبب قصور القلب.

## وصلات خارجية
- ويليام تشينغ على موقع IMDb (الإنجليزية)
- ويليام تشينغ على موقع ألو سيني (الفرنسية)
- ويليام تشينغ على موقع أول موفي (الإنجليزية)
- ويليام تشينغ على موقع قاعدة بيانات برودواي على الإنترنت (الإنجليزية)
- ويليام تشينغ على موقع قاعدة بيانات الأفلام السويدية (السويدية)
- ويليام تشينغ على موقع قاعدة بيانات الفيلم (الإنجليزية)
- ويليام تشينغ على موقع كينوبويسك (الروسية)